# 俺の家の話
『俺の家の話』（おれのいえのはなし）は、長瀬智也が主演するテレビ・ドラマである。TBSテレビの「金曜ドラマ」枠で、2021年1月22日から3月26日まで放送された。脚本を担った宮藤官九郎のオリジナル・ストーリーである。

## 企画・制作
チーフプロデューサーの磯山晶と、宮藤官九郎、長瀬智也の3人が連続ドラマを手掛けるのは、2000年の『池袋ウエストゲートパーク』、2005年の『タイガー&ドラゴン』、2010年の『うぬぼれ刑事』に続いて4作目となる。長瀬智也にとっては、TOKIO及びジャニーズ事務所在籍時、最後の連続ドラマ主演作となった。
宮藤官九郎は、家出した長男が家業を継ぐ物語とする構想から、格式がある家がいいと考えた。それとは別に、長瀬智也をプロレスラーの役で起用することが決まっていた。そこで、プロレスも能楽もマスク（面）を付けることから、能楽師の家を舞台とすることとした。

### プロレス関連
作中のプロレス部分については、勝村周一朗が所属するガンバレ☆プロレスが全面協力し、使用する技や細かいムーブなどを同団体所属のレスラーが確認した上で撮影を行っている。長瀬智也と井之脇海は、覆面での試合シーンも含めスタントマンは使用しておらず、自ら演じている。

## スタッフ
- 脚本 - 宮藤官九郎[12]
- 音楽 - 河野伸[13]
- 介護監修 - 篠塚恭一[14]（NPO日本トラベルヘルパー協会）
- 医療監修 - 熊崎博一[15]（国立精神・神経医療研究センター）
- 能楽指導 - 浅見慈一[16]（観世流）
- プロレス監修 - 木曽大介[17]、勝村周一朗[8]、翔太[11]（ガンバレ☆プロレス）
- チーフプロデューサー - 磯山晶[18]
- プロデューサー - 勝野逸未[19]、佐藤敦司[20]
- 演出 - 金子文紀[21]、山室大輔[21]、福田亮介[21]
- 編成 - 松本友香[22]、高市廉[23]
- 製作 - TBSスパークル[24]、TBS[24]

## 受賞
- ギャラクシー賞
  - テレビ部門2021年3月度 月間賞[1][2]
  - 第58回 テレビ部門優秀賞[25]
- 第107回ザテレビジョンドラマアカデミー賞
  - 最優秀作品賞[26][27]
  - 主演男優賞 - 長瀬智也[28]
  - 脚本賞 - 宮藤官九郎[29][30]
  - 監督賞 - 金子文紀[21]、山室大輔[21]、福田亮介[21]
    - 助演女優賞の審査では、戸田恵梨香が2位だった[31]。
- 東京ドラマアウォード2021
  - 作品賞連続ドラマ部門グランプリ[32]
  - 助演男優賞 - 西田敏行[33]
  - 助演女優賞 - 江口のりこ[34]
- 第72回芸術選奨文部科学大臣賞（放送部門） - 磯山晶[35]

## 放送日
| 放送回                                                                      | 放送日  | サブタイトル                          | 演出     | 視聴率 |
| --------------------------------------------------------------------------- | ------- | ------------------------------------- | -------- | ------ |
| 第一話                                                                      | 1月22日 | 濃すぎる家族の全力介護が始まる!       | 金子文紀 | 11.5%  |
| 第二話                                                                      | 1月29日 | 後継者決定の舞い! 魔性ヘルパーの正体  | 金子文紀 | 09.7%  |
| 第三話                                                                      | 2月05日 | 親バレ厳禁!! 覆面レスラーでリング復帰 | 山室大輔 | 08.9%  |
| 第四話                                                                      | 2月12日 | 家族全員大ショック くそジジイの告白   | 山室大輔 | 08.2%  |
| 第五話                                                                      | 2月19日 | 恋と反抗期が渋滞!? 目指せ!家族旅行!   | 福田亮介 | 09.7%  |
| 第六話                                                                      | 2月26日 | 最低で最高の家族旅行!! 涙の記念写真!! | 福田亮介 | 08.5%  |
| 第七話                                                                      | 3月05日 | 世界一かっこいい! ぼくのお父さん      | 金子文紀 | 09.3%  |
| 第八話                                                                      | 3月12日 | 仁義なき家族バトル 親父、涙の終活宣言 | 山室大輔 | 08.3%  |
| 第九話                                                                      | 3月19日 | ぜあっ! 家族パワーで奇跡を呼ぶぜ!!    | 福田亮介 | 07.7%  |
| 最終話                                                                      | 3月26日 | 最後に皆さん、家族を大切に! ぜあ!     | 金子文紀 | 10.2%  |
| 平均視聴率 9.2%（視聴率はビデオリサーチ調べ、関東地区・世帯・リアルタイム） |         |                                       |          |        |

- 第一話・最終話は15分拡大（22:00 - 23:09）。

## あらすじ
後に能楽の人間国宝となる観山寿三郎を父に持つ観山寿一は、いくら能の稽古に励んでも父から褒めてもらえない修業生活に嫌気を起こし、17歳で家出。プロレス団体に入門し、プロレスラー・ブリザード寿として一時代を築く成功を収めるが、妻との離婚やケガによるレスラーとしての衰えなど様々な人生の壁に当たっていた。
ある日、観山寿三郎が危篤になったと聞き実家の家族の元へ駆けつけ、重篤な父を目の当たりにして悲嘆にくれる観山寿一であったが、嫁いだ寿一の妹・長田舞、寿一の弟で弁護士の観山踊介は、遺産や相続の話を始めるなど思いのほか冷静であった。初めて家族の現状を知った寿一は、レスラーを引退して25年ぶりに実家に戻り、宗家を継ぐ決心をする。
しかし観山寿三郎は危篤状態から奇跡的に回復し、さらに謎の女性介護ヘルパー・志田さくらに底根になるあまり、彼女との結婚と全遺産の譲渡を招集した門弟たちの前で宣言する。
自宅での介護を希望する観山寿三郎は、認知症の傾向が確認され、要介護1の判定が下されたため、三兄弟や芸養子の観山寿限無ら子供たちの間で介護を分担することになるが、そんな折、志田さくらに高齢男性に近づき遺産を狙う「後妻業」であるとの疑惑が持ち上がり、観山寿三郎の介護を絡めたお家騒動に発展する。

## キャスト

### 主要人物
観山寿一（みやま じゅいち）〈42歳〉
演 - 長瀬智也（幼少期：正垣湊都、青年期：武藤悠真）
「ブリザード寿」のリングネームで活躍する現役プロレスラー。観山流宗家の長男として生まれ、4歳のとき初舞台に上がり神童と呼ばれるが、17歳で家出。大手プロレス団体の門を叩き、現在は新興団体「さんたまプロレス」に所属。父・寿三郎が倒れたと知り、25年ぶりに実家へ戻る。
志田さくら（しだ さくら）〈32歳〉
演 - 戸田恵梨香
寿三郎を献身的に介護する謎の介護ヘルパー。介護老人保健施設「集まれやすらぎの森」のスタッフ。

### 観山家
日本に五つしかない能楽シテ方の流派のひとつを担う宗家親子。
観山寿三郎（みやま じゅさぶろう）〈72歳〉
演 - 西田敏行
寿一らの父で、二十七世観山流宗家にして人間国宝。2年前、脳梗塞で倒れ下半身に麻痺が残ったため、公演はすべて断っている。
観山踊介（みやま ようすけ）〈34歳〉
演 - 永山絢斗（幼少期：原田幸明）
観山家の次男。奔放な兄・寿一を反面教師にして堅実に生きることを決意、弁護士となる。能は好きで今も稽古を続けているが、自分に才能がないことを悟っている。
長田舞（おさだ まい）〈40歳〉
演 - 江口のりこ（幼少期：前田織音、中学時代：和根﨑颯美）
観山家の長女。進学塾の講師をしており、寿一にとっては妹。
観山寿限無（みやま じゅげむ）〈40歳〉
演 - 桐谷健太（幼少期：嶺岸煌桜 、青年期：林卓）
小学1年生から寿三郎の弟子として育ち、寿三郎の芸養子となった。

### 寿一の関係者
ユカ
演 - 平岩紙（第一話 - 第五話・第七話 - 最終話）
寿一の別れた妻で、秀生の母。
観山秀生（みやま ひでお）〈10歳〉
演 - 羽村仁成（ジャニーズJr.）
寿一の息子で小学5年生。学習障害と診断され、学校になじめていない。両親が離婚した後は母・ユカに引き取られ、父・寿一と会えるのは週1回の面会日だけ。
早川トオル（はやかわ トオル）
演 - 前原滉（第二話 - 第五話・第七話 - 最終話）
ユカの交際相手。プログラマー。

### 長田家
O.S.D（オー・エス・ディー）
演 - 秋山竜次（ロバート）
観山寿一の実妹である長田舞の夫。自称ラッパー兼ラーメン店経営者。実はラーメンが嫌い。
長田大州（おさだ だいす）〈16歳〉
演 - 道枝駿佑（なにわ男子）
長田舞とO.S.Dの息子で、観山寿一の甥。イマドキの高校生で、母に言われて能を続けているが、今はダンスに夢中。

### さんたまプロレス
新興のプロレス団体。キャッチコピーは「肝っ玉・シコタマ・さんたま」。
プリティ原（プリティはら）〈25歳〉
演 - 井之脇海（第一話 - 第五話・第八話 - 最終話）
さんたまプロレス所属のレスラー。ブリザード寿に憧れてプロレスの門を叩いた。
スーパー多摩自マン（スーパーたまじマン）
演 - 勝村周一朗（第一話 - 第五話・第八話 - 最終話）
さんたまプロレス所属の覆面レスラー。三多摩の地酒「多満自慢」に由来する。
堀コタツ（ほり コタツ）
演 - 三宅弘城（第一話 - 第五話・第八話 - 最終話）
さんたまプロレス会長で、興行時はレフェリーを務める。
長州力（ちょうしゅう りき）
演 - 長州力（本人役）（第一話 - 第三話・第五話・第八話 - 最終話）
さんたまプロレスの幹部で、同団体のご意見番的存在。

### 集まれやすらぎの森
観山寿三郎が介護支援を受けている介護老人保健施設。
末広涼一（すえひろ りょういち）
演 - 荒川良々
介護支援専門員（ケアマネージャー）。

### ゲスト
第一話
番頭・小池谷
演 - 尾美としのり（第四話）
観山流宗家の番頭だったが、早逝している。
リングアナ
演 - 岩井秀人
観山寿一のデビュー戦で本来のリングネーム「ブルーザー寿一」を「ブリザード寿」と読み間違え、そのまま定着させてしまった。
小児科医
演 - 角南範子
酔っ払い
演 - 須藤公一
ブリザード寿のファン。
池内新之介
演 - 牧村泉三郎 （第二話）
過去にさくらが介護をしていた高齢男性。3年前にがんで亡くなっている。
能〈羽衣〉
演 - 北浪貴裕、馬野正基、長山桂三、小早川泰輝、望月拓也、柄本龍杜、村瀬堤、村瀬慧、矢野昌平、藤田貴寛、田邊恭資、原岡一之、梶谷英樹（第二話、長山桂三、矢野昌平及び田邊恭資は最終話にも、梶谷英樹は第四話・第五話にも出演）
『羽衣』を演じる能楽師たち。
レフェリー
演 - 木曽大介（第三話）
さんたまプロレスのレスラー
演 - 翔太、勝俣瞬馬、中村圭吾、岡谷英樹、樋口和貞、納谷幸男、上野勇希、渡瀬瑞基
場内アナウンス
演 - 野中美智子（声の出演）（第二話・第三話・最終話）
実況アナウンサー
演 - 辻よしなり（第三話・第四話）
さんたまプロレスの試合で実況をしている。
（役名不詳）
演 - 関真里花

第二話
担任・堀井
演 - 伊藤修子（第三話・第四話・第七話）
観山寿一の子である観山秀生が通うフリースクールの女性教師。
プリティ原の恋人
演 - かなで
「ちょっと小太り」。
池内新之介の長男
演 - 西野大作
池内新之介の長男の嫁
演 - 石神まゆみ
門弟A
演 - 安藤広郎（最終話）
門弟
演 - 黒木俊穂（最終話）
素人弟子C
演 - 小沼朝生（最終話）
門弟E
演 - 佐藤大
（役名不詳）
演 - 才藤了介

第三話
武藤敬司、蝶野正洋
演 - 武藤敬司（本人役）、蝶野正洋（本人役）
能の道へ進むことを決心しながらも、プロレスへの思いを捨てきれない観山寿一の今後に関わる。
医師
演 - ふるごおり雅浩
タクシー運転手
演 - 園田裕樹
金髪のプロレスラー
演 - 渡瀬瑞基
スーパー世阿弥マシンの対戦相手。
若手レスラー
演 - TAMURA
散歩の途中、スポーツセンターのトイレを借りに来た寿三郎と彼に同伴するさくらをさんたまプロレスの興行に呼び込む。

第四話
「HEY!麺」店長
演 - 神谷圭介
スープをチェックしたO.S.Dから「このスープのために死ねる？」と問われ「いや 死ねないです」と答えたため、死ねると答えた早稲田店の店長との食べログの星の差が出ているとダメ出しされ、スープの作り直しを言い渡される。
金子賢
演 - 金子賢（本人役）
寿一が「鐘後見（かねこうけん）」についてネットで調べた際に「日本で活躍するタレント、俳優、元総合格闘家」と検索結果が表示される人物。
小学生のファン
演 - 鈴木かつき
菅原栄枝
演 - 美保純（第五話）
観山流宗家の元女中。
（役名不詳）
演 - 翠声会同人

第五話
主治医・大迫
演 - 小松和重（第八話・第九話）
観山寿三郎の主治医。
望月ちはる
演 - 田中みな実（第六話・第七話・第八話）
観山寿三郎を「じゅでぃー」と呼ぶ農作業姿の謎の女。
不破万作
演 - 不破万作（本人役）
長田大州の彼女がフワちゃんでなく、不破万作に似ていると言ってO.S.Dが画像検索した人物。表示された顔写真を見て「そこまで似てなかった」と前言撤回する。
（役名不詳）
演 - 杉信太朗
演 - 曽和伊喜夫
演 - 大倉慶之助

第六話
まゆみ
演 - 紫吹淳
福島の温泉旅館の女将。
豆千代
演 - 池津祥子
水戸でカラオケ喫茶を営む元・新橋の芸者。
たかっし
演 - 阿部サダヲ
各地のスーパー銭湯をまわるムード歌謡グループ「潤 沢」のメンバー。

第七話
玉川マリ子
演 - 峯村リエ（第八話・第九話）
弁護士。
犯人
演 - 一條恭輔
能の体験入門を装って観山家に潜入し、高価な面や装束がずさんに管理されているのをみて窃盗を重ねるが、寿一に見つかり拘束・逮捕された。
プロレスラー
演 - 石井慧介
スーパー世阿弥マシンの対戦相手。
来栖あつこ
演 - 来栖あつこ（本人役）
（役名不詳）
演 - 荒川真

第八話
バイト女子
演 - ゆめっち
O.S.Dの店のバイトで、O.S.Dの不倫相手。「背脂ちゃん」と呼ばれている。
田尾安志
演 - 田尾安志（本人役）
バイト女子がインスタにあげた匂わせ写真（「元楽天イーグルス監督の田尾さんにあったお」）でO.S.Dが行なった体モノマネの顔写真で登場。
加藤隆太郎
演 - 佐藤隆太（特別ゲスト）
さんたまプロレス行きつけのスポーツ整形外科医。
看護師
演 - 矢沢心（特別ゲスト）
観山寿一に大きく関わる看護師。
ホセ・カルロス・ゴンザレス・サンホセJr.
演 - マキシモ・ブランコ（第九話・最終話）
観山寿一がプエルトリコ時代に戦ったホセ・カルロス・ゴンザレス・サンホセの息子で、スーパー世阿弥マシンの対戦相手。

第九話
門弟A
演 - 岩谷健司
万寿と他の門弟たちと共に観山家に押しかけ、能楽師にとって神にも等しい世阿弥を寿一がプロレスラーのギミックとして用いていることについて、「観山流の恥なんだよ、あんた面汚しなんだよ」と罵った。寿三郎が危篤の際も駆けつけている。
観山万寿
演 - ムロツヨシ（特別ゲスト）
観山流分家の当主。
記者
演 - 西山由希宏
鬼塚高吉
演 - 塚本高史（特別ゲスト）（最終話）
葬儀屋。
恵俊彰、立川志らく、江藤愛
演 - 恵俊彰（特別ゲスト・本人役）、立川志らく（特別ゲスト・本人役）、江藤愛（本人役）
観山流宗家のお家騒動を報じるテレビ番組『ひるおび!』の出演者。
門弟B
演 - 菅原大吉（特別ゲスト）
万寿と他の門弟たちと共に観山家に押しかけ、能楽師にとって神にも等しい世阿弥を寿一がプロレスラーのギミックとして用いていることについて、「バカ息子」と罵った。寿三郎が危篤の際も駆けつけている。

最終話
能〈隅田川〉
演 - 福王和幸、矢野昌平、伊藤嘉章、古室知也、長山桂三、大倉栄太郎、田邊恭資、栗林祐輔
『隅田川』を演じる能楽師たち。
辰川昭彦
演 - 上野勇希
さんたまプロレスのレスラー。
ホストクラブの客
演 - エレガント人生 祥子
長田大州が働くホストクラブの客。
藤田ニコル
演 - 藤田ニコル（本人役）
寿一たちが母の月命日に墓を訪れた帰路、偶然街の焼き立て食パン店の店先にいたところを寿三郎に発見される。寿一に求められ寿三郎のエンディングノートの表紙にサインし、仕事の時間と重なり受け取れなくなった焼き立て食パンを寿三郎に無償で譲ってくれた。

## ビデオグラム
- 『俺の家の話 DVD-BOX』TCエンタテインメント、2021年3月13日、DVD-Video、TCED-5709[191][192]。
- 『俺の家の話 Blu-ray BOX』TCエンタテインメント、2021年3月13日、Blu-ray Disc、TCBD-1076[191][193]。

## サウンドトラック
- 河野伸『TBS系 金曜ドラマ「俺の家の話」オリジナル・サウンドトラック』日音〈Anchor Records〉、2021年3月10日、CD、UZCL-2203[194]。

## 関連書誌
- 宮藤官九郎『俺の家の話』KADOKAWA、2021年4月7日。ISBN 978-4-04-736572-8。
- 岡室美奈子「テレビドラマとマスク：『俺の家の話』を中心に」『仮面の時代：心のありかをさぐる』日本記号学会、新曜社〈叢書セミオトポス〉、2024年12月5日。ISBN 978-4-7885-1864-3。

## 余聞
- 長瀬智也はレスラー然とした大きな身体を作るため、1年以上の期間をかけて髪を伸ばし、2000年の年初から食事を増やし乍らジムで鍛え、同年夏からはガンバレ☆プロレスの道場に通いプロレス技の習得に励んだ[8][195][196]。
- 井之脇海は役作りのため、1日6食を基本にウエイト・トレーニングを徹底的にやり、体重を15kg増やした[197]。
- 西田敏行は、養成所時代に能楽師・観世寿夫から謡の手ほどきを受けていたが、宮藤官九郎らスタッフがそのことを知ったのはキャスティング決定以降のことである[7][198]。
- 本放送前に放送された番組宣伝では、『池袋ウエストゲートパーク』の劇中で長瀬智也が演じた主人公マコトの携帯電話着信音と同曲の『Born to Be Wild』がBGMに用いられた[199]。
- 羽村仁成の舞に、観世流シテ方の梅若基徳は、光るものを感じる。天性のものではないか。と語っている[198]。
- 武藤敬司は長瀬智也の才能に惚れ込み、本気でプロレスラーに転身するようスカウトしたという[8][200]。
- 放送回後半には、過去に磯山晶と宮藤官九郎が手掛けたドラマで長瀬と共演した俳優らが特別ゲストとして出演した[5][168]。
- 『週刊女性』は、長瀬智也がリハーサルでアシスタント・ディレクターにプロレス技をかけた際に怪我をさせたと報じた[注 21][202]。しかし、TBSテレビや共演の勝村周一朗らが強く否定[203][204]。同誌を出版する主婦と生活社は、再取材の結果、事実が確認できなかったと謝罪するに至った[201][205]。
- 撮影期間は、2020年11月下旬から2021年3月中旬の約4か月間だった[206][207][208]。

## 脚註

### 註釈
1. ↑  勝村周一朗は、長瀬智也と同じ小中学校の2年先輩で当時から交流があり、プロレスラーの役作りの相談を受け、一緒にプロレスのトレーニングをしたことから、その流れでさんたまプロレス所属の覆面レスラー「スーパー多摩自マン」としての出演が決まった[8][9]。
2. ↑  「O•S•D」表記としているものもある[80][81]。ここでは公式サイトの出演者ページの表記に準じる[82]。
3. ↑  多満自慢は、東京都福生市の石川酒造株式会社が醸造販売する清酒である[91]。
4. ↑  観山寿一はブルーザー・ブロディにあこがれていた[100]。
5. ↑  木曽大介はプロレスシーンの監修として撮影現場に立ち会っていたが、スタッフがレフェリー役の手配を失念していたことから、急遽出演することとなった[104]。
6. ↑  かなでは、お笑い女芸人三人組「3時のヒロイン」の一員[115]。
7. ↑  第一話にもブリザード寿のデビュー戦の相手としてノンクレジットで出演している[135]。
8. 1 2 3 4 5  写真のみの出演。
9. ↑  能の演目「道成寺」で、鐘に結ばれた綱の先端を天井の滑車へ通した後、綱を引き鐘を持ち上げるという重要な役目[140]。
10. ↑  阿部サダヲの本作への出演は、西田敏行の強い希望で実現したという[148]。
11. ↑  楽屋入口の暖簾は純烈からの寄贈という設定で、美術スタッフが純烈からロゴを借りて作成した[150][151]。純烈も第6話放送後に、公式YouTubeチャンネルで劇中歌「秘すれば花」をカバーしている[150][152]。
12. ↑  ゆめっちは、お笑い女芸人三人組「3時のヒロイン」の一員[115]。
13. ↑  写真のみの出演[164]。
14. ↑  佐藤隆太は、本作と同じく磯山晶、宮藤官九郎、長瀬智也の3人が手掛けた『池袋ウエストゲートパーク』に出演している[5][166]。自ら、宮藤官九郎に本作に出演したいと連絡したという[167]。
15. ↑  矢沢心は、本作と同じく磯山晶、宮藤官九郎、長瀬智也の3人が手掛けた『池袋ウエストゲートパーク』に出演している[5][171]。
16. ↑  「ホセ･カルロス･ゴンザレス･サンホセ」は、ブルーザー・ブロディを刺殺したホセ・ゴンザレスに因んでいる[100]。
17. ↑  ムロツヨシは、本作と同じく磯山晶、宮藤官九郎、長瀬智也の3人が手掛けた『うぬぼれ刑事』に出演している[5][178]。
18. ↑  塚本高史は、本作と同じく磯山晶、宮藤官九郎、長瀬智也の3人が手掛けた『タイガー&ドラゴン』に出演している[5][183]。
19. ↑  江藤愛は、株式会社TBSテレビのコンテンツ戦略本部アナウンスセンター所属アナウンサー[185]。
20. ↑  菅原大吉は、本作と同じく磯山晶、宮藤官九郎、長瀬智也の3人が手掛けた『タイガー&ドラゴン』に出演している[5][103]。
21. ↑  記事は、先ず2021年2月8日に電子版『週刊女性PRIME』で配信、次いで翌9日発売の『週刊女性』第65巻第7号（2021年2月23日号）に掲載された[201]。